# Austria-Este
La Casa de Austria-Este (en alemán: Haus Österreich-Este), también conocida como la Casa de Habsburgo-Este (en italiano: Casa d'Asburgo-Este) y titular del título de Archiduque de Austria-Este (en italiano: Arciduca d'Austria-Este; en alemán: Erzherzog von Österreich-Este), es una rama menor (pero ya no una rama soberana) de la Casa de Habsburgo-Lorena. Fue creada en 1771 con el matrimonio entre Fernando de Habsburgo-Lorena y María Beatriz de Este, única hija del duque de Módena y Reggio, Hércules III de Este. Después de la muerte de Hércules III en 1803, la rama dominante de Módena de la línea masculina de la familia Este terminó, y la línea Habsburgo-Este heredó sus posesiones y sus títulos. La línea masculina de la nueva casa también se extinguió en 1875, y fue continuada entonces, por testamento, como una nueva rama cadete no soberana de los Habsburgo-Lorena, floreciente todavía en Bélgica en el siglo XXI, donde los documentos oficiales, a partir del art. 1 del Título IX de la Constitución, han establecido definitivamente el apellido de familia en Autriche-Este en francés (o Oostenrijk-Este en neerlandés, o Österreich-Este en alemán).

Escudo de la Casa de Austria-Este

## Historia

### Orígenes
El linaje tiene su origen en dos tratados firmados en 1753 entre la Casa de Habsburgo-Lorena, representada por la emperatriz María Teresa, y el duque de Módena y Reggio, Francisco III de Este, en vista de la cada vez más probable extinción de la rama ducal de la familia de Este. Según los términos de los tratados (uno público y otro secreto), el tercer hijo de la emperatriz, el Archiduque Leopoldo, que entonces tenía 6 años, fue prometido a la nieta, aún más joven, de Francisco, María Beatriz, y fue designado por el Duque como su sucesor en caso de extinción de la línea masculina de la Casa de Este. A cambio, los Habsburgo acordaron mantener los Estados de Este distintos y separados de sus otros dominios. Marie-Béatrice fue la única sobreviviente de los dos nietos de François y, dada la ruptura definitiva de las relaciones entre sus padres, no era razonable esperar que nacieran más hijos. No obstante, ella no tenía derecho a suceder al trono debido a la ley sálica vigente en el Ducado de Modena, que excluía a las mujeres de la sucesión. Los dos tratados también estipulaban que el nombre Este sería adoptado por los futuros hijos del matrimonio, para así formar la nueva Casa de Austria-Este. Francisco, mientras tanto, asumió el cargo interino de gobernador de Milán, para el que estaba destinado el archiduque.
Sin embargo, en 1761, tras la muerte de un hermano mayor, Leopoldo se convirtió en el segundo hijo de la pareja imperial y pronto estuvo destinado a heredar el trono del Gran Ducado de Toscana, establecido como una "segundogenitura", es decir, dado como un apanage a la línea dinástica descendiente del segundo hijo. Los tratados de 1753 tuvieron pues que ser revisados y las dos familias, aunque con la vehemente oposición del padre de la prometida, el futuro duque Hércules III, acordaron en 1763 sustituir pura y simplemente el nombre de Leopoldo por el de su hermano menor, el archiduque Fernando, cuatro años más joven que su prometida, transformando así el Ducado de Módena en una especie de inusual "terciogenitura".
En enero de 1771, el Immerwährender Reichstag (la Dieta Perpetua del Imperio) ratificó la futura investidura de Fernando como duque de Módena, y el 15 de octubre la pareja se casó en Milán, dando origen a la nueva dinastía. Francisco III restituyó entonces a Fernando su puesto de gobernador de Milán, donde se instaló la nueva familia y donde nacieron uno tras otro los diez hijos del matrimonio, para gran alegría de los últimos años de la emperatriz.
En 1790, María Beatriz sucedió a su madre María Teresa Cybo-Malaspina como duquesa de Massa y Carrara, porque en el Estado toscano, a diferencia de Módena, la ley sálica no estaba en vigor, en virtud de una derogación concedida por el emperador Carlos V mediante decreto del 16 de julio de 1529.

### Pérdida de los ducados
En 1780 Hércules III sucedió finalmente a Francisco III, pero se convirtió en el último duque de Este de Módena y Reggio en línea directa masculina, porque en 1796 fue depuesto por los franceses, al igual que su hija, y los Estados de ambos fueron incorporados a la República Cispadana, luego a la República Cisalpina y finalmente al Reino napoleónico de Italia.
Expulsada por las tropas de Bonaparte, la familia de Fernando y María Beatriz tuvo que huir a Venecia y luego a Trieste, antes de encontrar refugio en Austria con su sobrino, el emperador Francisco II del Sacro Imperio Romano Germánico, donde tuvieron que limitar seriamente su estilo de vida principesco.
En el tratado de Lunéville de 1801, Hércules III fue compensado por la pérdida de su ducado con el de Brisgovia, conquistado por los franceses, que no tendría la oportunidad de visitar. Es que murió en 1803 y Fernando le sucedió en el título. Él tampoco tendría la oportunidad de visitar su ducado de Brisgovia: como consecuencia de la batalla de Austerlitz, el tratado de Presburgo de 1805 le arrebató Brisgovia en favor del Gran Duque de Baden, aliado de Napoleón.
El archiduque Fernando murió un año después, el 24 de diciembre de 1806, y fue enterrado en la cripta de los Capuchinos en Viena.
Durante una visita de condolencias a su tía, el emperador Francisco conoció a su prima, la archiduquesa María Luisa, cuyo encanto y franqueza apreció. Al quedar viudo al año siguiente, pidió la mano de la joven, que la archiduquesa María Beatriz aceptó rápidamente. La hija menor de Fernando asciende así al trono de sus antepasados, una bonita venganza póstuma para un hermano menor del que apenas se habló durante su vida.

### La Restauración
En 1815, Francisco IV, el hijo mayor de Fernando y María Beatriz, fue instalado por el Congreso de Viena en el trono de Módena como heredero de Fernando, quien a su vez era considerado el sucesor legal de Hércules III. María Beatriz fue reinstaurada como soberana del Ducado de Massa y Carrara, que gobernó desde Viena hasta su muerte en 1829, cuando fue heredado también por su hijo y plenamente integrado en los Estados de Este.
La familia, descendiente de los Este, reinó de nuevo sobre el Ducado de Módena y Reggio de 1814 a 1859, con el nombre de Austria-Este y llevando también los títulos ducales de Mirandola y Concordia, de Massa y Carrara y, desde 1847, de Guastalla, además de otros títulos soberanos menores de los feudos que, en los últimos siglos, se habían convertido en partes constituyentes de los Estados de Este (Principado de Carpi, Señorío de Correggio, Condado de Novellara, Principado de San Martino in Rio). En 1859 el último duque Francisco V fue depuesto y se retiró a sus propiedades en Austria, mientras que sus Estados fueron pronto incorporados al nuevo Reino de Italia.
Tras la muerte de su madre, María Beatriz de Saboya, en 1840, Francisco V fue considerado por los jacobitas el heredero legítimo de los tronos de Inglaterra y Escocia.
Cuando Francisco murió en Viena el 20 de noviembre de 1875, su familia se extinguió también en la línea masculina. Su pariente más cercana era su sobrina (mayor de su hermano menor Fernando Carlos), la archiduquesa María Teresa, que se había casado con el príncipe Luis de Wittelsbach, futuro (y último) rey de Baviera, pero no podía ser heredera legal de Francisco debido a la ley sálica que, como se mencionó anteriormente, excluía a las mujeres de la sucesión

### Heredero al título de Archiduque de Austria-Este
Con su testamento, Francisco V dejó la mayor parte de su inmensa hacienda, y sus títulos, a su joven primo lejano el Archiduque Francisco Fernando de Austria, con ciertas condiciones, entre las cuales que el heredero y futuros herederos tomen también el apellido Este, que aprendan italiano con fluidez, que cuartelen en su escudo de armas el águila blanca de Este sobre campo azul y que la casa de Austria-Este se mantuviera permanentemente separada de la casa madre de Habsburgo-Lorena, preservando en el nombre la gloriosa memoria de los antepasados Este. Como Francisco Fernando era el hijo mayor del Archiduque Carlos Luis, hermano menor del entonces emperador Francisco José, estas disposiciones testamentarias restablecieron el nombre de Austria-Este a un estatus legal de "secundogenitura" dentro de la familia imperial austríaca, en concepto de título concedido como apanage a la línea dinástica procedente del segundo hijo. En el caso de que esta línea se reuniera con la línea principal en una sola persona, el título de segundogenitura debía atribuirse nuevamente al segundo hijo del nuevo jefe de la familia o en todo caso a otro miembro de la familia que no sea heredero directo de éste. En caso de que Francisco Fernando y la Casa de Habsburgo-Lorena rechazaran sus condiciones, Francisco estipuló que toda su herencia iría a sus parientes varones más cercanos, sus sobrinos Borbónes españoles, Carlos y Alfonso Carlos, hijos de su hermana María Beatriz.
Sin embargo, las cláusulas testamentarias de Francisco V fueron aceptadas y Francisco Fernando pudo tomar posesión de la herencia, asumiendo el nombre de Austria-Este, aunque no descendía de la última duquesa de los Este, la duquesa  María Beatriz de Este. En 1896 también se convirtió en heredero presunto de Austria-Hungría y, según los términos de la secundogenitura, no podía combinar esta herencia con la de los Habsburgo-Este, pero fue asesinado el 28 de junio de 1914 en Sarajevo antes de convertirse en emperador. 
Debido a que los hijos de Francisco Fernando nacieron en un matrimonio morganático, y por lo tanto carecían de derechos dinásticos, el emperador Francisco José, el 31 de octubre de 1914, entregó la herencia y los títulos de Austria-Este al sobrino y heredero legal de Francisco Fernando, el archiduque Carlos, quien también era heredero del trono imperial, sin siquiera poder aplicar el principio de la segundogenitura, ya que Carlos sólo tenía un hijo varón en ese momento.
Tras la muerte de Francisco José en 1916, el archiduque Carlos ascendió al trono imperial como Carlos I y, el 16 de abril de 1917, como jefe de la Casa de Habsburgo-Lorena, emitió una carta patente otorgando el nombre, las armas y el patrimonio de Austria-Este a su hijo menor, nacido mientras tanto en 1915, el archiduque Roberto (desde entonces Roberto de Austria-Este), y a sus futuros descendientes según la primogenitura masculina. A través de su madre Zita de Borbón-Parma, Roberto resultó ser un descendiente directo lejano de María Beatriz d'Este, y así la sangre de los últimos duques de Este se unió con el nombre de Austria-Este.

### Actualidad
A la muerte de Roberto, su hijo mayor, el Archiduque Lorenzo, nacido en 1955, de su esposa, la princesa Margarita de Saboya, le sucedió en ese papel. Está casado con la princesa Astrid de Bélgica, hija del rey Alberto II de Bélgica. Como el trono de Bélgica es heredero de las mujeres (y los hombres ya no tienen precedencia sobre las mujeres), la princesa Astrid es heredera de Bélgica inmediatamente después de la emisión del rey Felipe de Bélgica. Como tal, su esposo, el Archiduque Lorenzo de Austria-Este, fue elevado en 1995 al título adicional de Príncipe de Bélgica. Los hijos de la pareja son, desde 1991, Archiduques de Austria y Príncipe(s) de Bélgica. El mayor de ellos es el Príncipe Amadeo de Bélgica, Archiduque de Austria, nacido en 1986.